# Paul Rodenko
Paul Thomas Basilius Rodenko (Den Haag, 26 november 1920 - Warnsveld, 9 juni 1976) was een Nederlands dichter, criticus, essayist en vertaler. Hij was de zoon van een Russische vader en een Engelse moeder, en een broer van schrijfster Olga Rodenko. Rodenko was internationaal georiënteerd en in Nederland invloedrijk als pleitbezorger van de moderne poëzie.

## Biografie

### Jeugd en opleiding

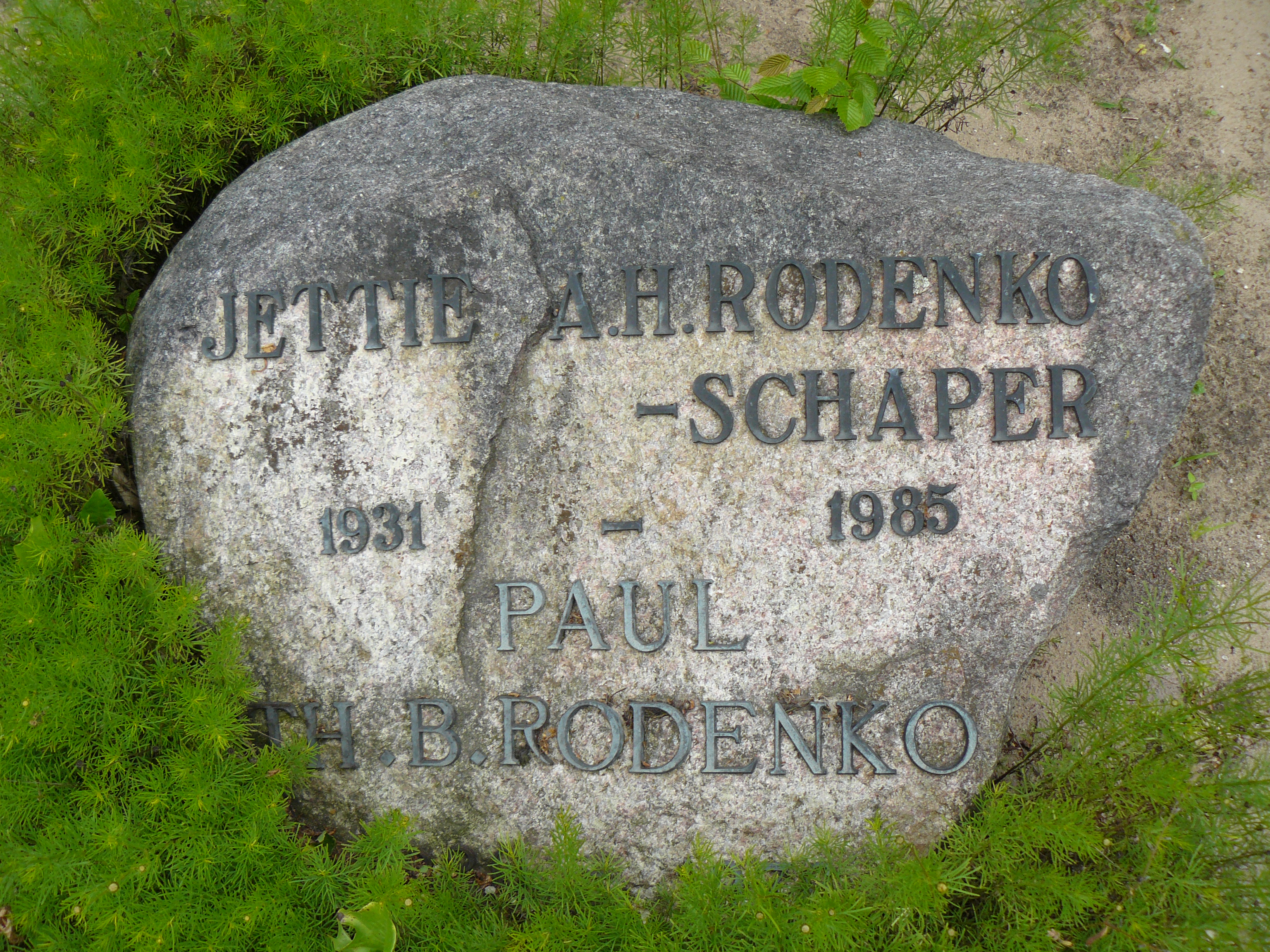
Graf van Paul Rodenko en zijn vrouw Jettie Rodenko-Schaper

Paul Thomas Basilius Rodenko werd op 26 november 1920 in Den Haag geboren als eerste kind van de Russische ingenieur Iwan Rodenko en Mara Helena Sheriff, de kleindochter van een Engelse ingenieur. Vanwege het werk van Iwan verbleef het gezin in de jaren 1921-1923 in Riga, na de geboorte van dochter Olga in 1924 woonden ze van 1926 tot 1928 in Berlijn en in de jaren 1930-1934 wederom in Riga. Daarna vestigden ze zich definitief in Den Haag. In de tussentijd dat ze in Den Haag waren bezocht Rodenko de Duitse lagere school, waar veel werk werd gemaakt van het voordragen van poëzie. Iwan wist zijn liefde voor muziek en Russische poëzie op Rodenko over te dragen. Rodenko doorliep het Tweede Openbare Gymnasium in Den Haag Van 1934 tot zijn examen Gymnasium-alpha in 1940.
Aan het einde van zijn gymnasiumtijd schreef hij zijn eerste gedichten en verdiepte zich in het werk van Arthur Rimbaud, Guillaume Apollinaire, Comte de Lautréamont en Tristan Tzara.

### Oorlogsjaren (1940-1945)
Op 20 september 1940 schreef hij zich in voor de studie Slavische talen aan de Rijksuniversiteit Leiden, een week voordat de Duitsers die sloten. De colleges werden toen bij professor Van Wijk thuis gegeven, maar na diens onverwachte overlijden in maart 1941 stapte de door het werk van Sigmund Freud aangetrokken Rodenko over op de studie psychologie. Op 25 oktober 1943 tekende Rodenko de loyaliteitsverklaring, omdat hij meende daardoor de situatie van het immigrantengezin minder onzeker te maken en te voorkomen dat zijn vader zou worden opgepakt om tegen zijn Russische landgenoten te vechten. Ondanks deze beweegredenen en zijn werk in de illegaliteit - hij vervalste persoonsbewijzen en schreef in het clandestiene Haagse blad Maecenas - mocht hij na de oorlog enkele jaren niet studeren aan een universiteit in Nederland. Om aan razzia's te ontkomen, dook hij in 1944 onder. Zijn ongepubliceerde literaire produktie uit deze periode werd vernietigd bij het bombardement op het Bezuidenhout van 3 maart 1945; de twee verhalen die in Maecenas stonden vertonen de invloed van Franz Kafka. Daarnaast publiceerde hij gedichten, die hij voor de lezers toelichtte in zijn eerste essay, 'Pro Domo', waarin hij op het surrealisme en het existentialisme inging en dat verder de invloed van Søren Kierkegaard vertoont, met name van diens het boek Angst. aan het einde van 1944 ook in het Utrechtse illegale blad Parade der Profeten. Bij het bombardement redde Rodenko alleen een handboek psychologie.

### Na de oorlog (1945-1976)
In november 1945 publiceerde hij een essay over poëzie in het tijdschrift Columbus. Op 4 augustus 1946 vroeg redacteur Jan Vermeulen of Rodenko tot de redactie wilde toetreden, die verder bestond uit Jan Praas en Hans van Straten. Aan het blad droeg Rodenko beschouwingen bij, waaronder in het oktobernummer van 1946 'Het einde van de psychologische roman', een pleidooi voor een existentialistische richting voor het proza. In 1947 fuseerde Columbus met Podium, waarin Rodenko al had gepolemiseerd met Fokke Sierksma. Door de komst van Rodenko werd de moderne poëzie in Podium bediscussieerd.
Eind 1946 ging Rodenko in Parijs studeren. Adriaan Morriën kende Rodenko van het tijdschrift Criterium en vroeg hem voor bijdragen over Franse literatuur voor het door Morriën geredigeerde tweemaandelijkse blad Litterair Paspoort.
Zijn poëtisch debuut maakte Rodenko in 1947 met zijn vertaling van Dvenatsat (De twaalf) van de Rus A. Blok.
In het Podium besprak hij in 1949 de verhalenbundel Moedwil en misverstand van Hermans, een bespreking die in de Hermansstudie blijvende indruk maakte en decennia later nog samengevat werd: de bezorgers van Hermans' Volledige werken schrijven in hun receptie-overzicht dat Rodenko het boek 'eerder [onderwerpt] aan een analyse dan dat hij het boek recenseert', Ed Popelier sprak in zijn monografie van een 'knappe bespreking' en Hermans' biograaf Willem Otterspeer noemde het 'een van de beste stukken die aan het boek gewijd werden'. Al deze onderzoekers halen uit deze ene bespreking meer inzichten aan dan uit alle andere besprekingen samen.
Door zijn essays en bloemlezingen over de experimentele poëzie in Nederland ontstond een klimaat waarin de vernieuwende Beweging van Vijftig in de Nederlandse poëzie in steeds bredere kring werd geaccepteerd. De belangrijkste bijdrage is de bloemlezing Nieuwe griffels, schone leien uit 1955, waarmee Rodenko, aldus literatuurwetenschapper Fokkema, 'de poëzie van de Vijftigers plaatst in een nationale traditie, beginnend bij Gorter.' De dichter H.C. ten Berge heeft beschreven waarom de bloemlezing hem trof als een schok:
Ondanks half of helemaal niet begrepen zaken die Rodenko blijkbaar wel glashelder voor ogen stonden, voelde je dat hij zich op een indringende manier met het wezen van de 20ste-eeuwse poëzie bezighield. Hij omschreef wat "avant-garde" was, door welke tendensen deze gestuwd werd en welke namen aan allerlei stromingen en verschijnselen verbonden waren. Hij wist duidelijk te maken hoe de nederlandse poëzie in "europees perspectief" gezien moest worden en dat zijn bloemlezing in het licht van dat perspectief was opgebouwd.
Rodenko, die meteen na de oorlog enkele jaren in Parijs doorbracht, waar hij zich intensief met het surrealisme en het existentialisme bezighield, was zich al voor het optreden van de Vijftigers bewust van de gevolgen van de Tweede Wereldoorlog op de literatuur. Zijn essays getuigen van een buitengewone eruditie; door zijn veelzijdige belezenheid en zelfstandige verwerking van de Europese poëzie in het algemeen, wist hij de vernieuwingen in de Nederlandse poëzie in de jaren vijftig moeiteloos te plaatsen in een breder Europees verband. Beroemd werden zijn beschouwingen over onder anderen Gerrit Achterberg en Hans Lodeizen. Ook zijn gedichten, in 1975 verzameld onder de titel Orensnijder tulpensnijder, zijn van een bijzondere intensiteit. Vertalingen uit het Russisch, Frans, Duits en Engels werden ook door hem verzorgd.
Het grootste deel van de naoorlogse periode woonde Rodenko in Zutphen en Warnsveld. In de nacht van 8 op 9 juni 1976 overleed Rodenko in Warnsveld aan een maagbloeding. Op 12 juni vond de begrafenis op de Oosterbegraafplaats in Zutphen plaats. Rodenko ligt samen met zijn vrouw Jettie Rodenko-Schaper begraven. Samen hadden ze een zoon en een dochter.

## Werk (selectie)
- De twaalf (Amsterdam, 1947; vertaling van Bloks Dvenatsat)
- Gedichten, Poëziereeks De Windroos, Amsterdam (1951)
- Tussen de regels, wandelen en spoorzoeken in de moderne poëzie. Den Haag/Antwerpen (1951)
- Vrijmoedige liefdesverhalen: naar verhalen uit Duizend-en-een-nacht. (5 delen) (1955-1959)
- Gedoemde dichters, Den Haag (1957)
- De sprong van Münchhausen, Den Haag (1959)
- Stilte, woedende trompet, Den Haag (1959)
- Dichters van deze tijd, Amsterdam (1960)
- Orensnijder tulpensnijder. Verzamelde gedichten, Amsterdam (1975)
- Op het twijgje der indigestie, Amsterdam (1976)
- Verzamelde essays en kritieken, in 4 delen. Bezorgd door Koen Hilberdink. Amsterdam (1991-1992)
- In de reeks Ooievaar Pockets zijn 12 deeltjes van zijn hand verschenen.

## Straatnamen
In Zutphen (in de wijk Leesten) en in Amstelveen is een laan naar hem genoemd, in Dongen een straat en in Utrecht (in de wijk De Woerd) en in Culemborg een hof.